# 黄埔海軍学校

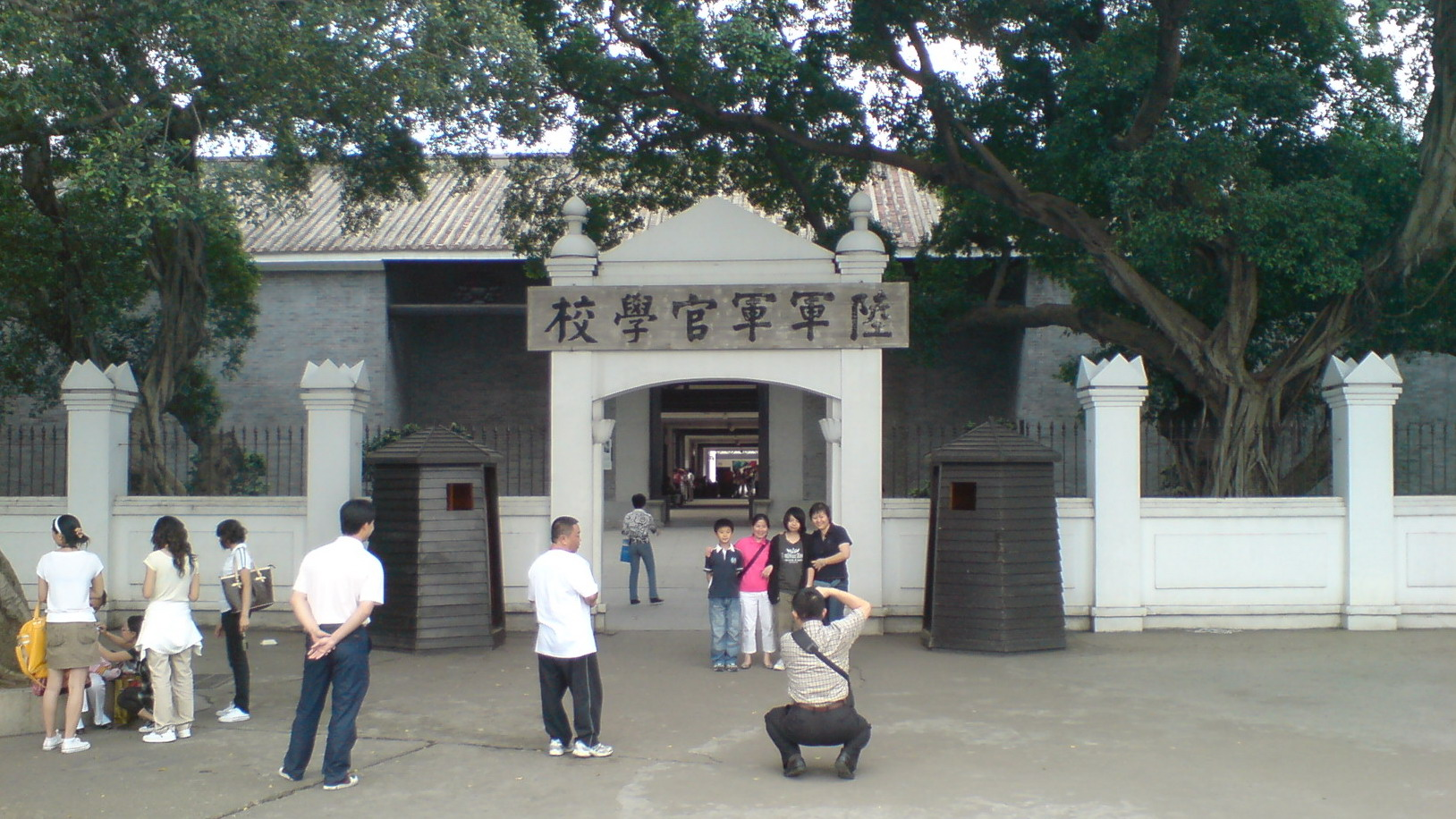
黄埔軍官学校として保存されている校舎

黄埔海軍学校（こうほかいぐんがっこう）は1887年（光緒13年）から1939年（民国28年）まで存在した清国および中華民国海軍の海軍将校の養成を目的とした教育機関である。

## 概要
黄埔海軍学校は黄埔海校とも呼ばれ、旧名は広東海軍学校、その前身は黄埔水師学堂であり、広州黄埔長洲島内におかれた。
本校の卒業生は中華民国海軍四大派閥のうちの粤系と呼ばれている。著名な卒業生としては譚学衡、陳策、鄧兆祥、徐亨、馮啓聰等がいる。

## 歴史
1887年（光緒13年）に両広総督劉坤一が設立し、当初は広東水陸師学堂と呼ばれた。1893年（光緒19年）に黄埔水師学堂と改名された。1904年（光緖30年）、黄埔水雷局附属魚雷班編入し、広東水師魚雷学堂改称した。
民国建国後、1912年広東海軍学校と改名、初代校長に李田が就任した。
1917年、北洋政府海軍部管轄と成った。1921年になると、北伐が原因で広東省が経費不足となり閉鎖。1924年に孫文が黄埔軍校創設を下命、黄埔海軍学校旧校舍を黄埔軍校に流用した。
1930年、黄埔軍校が南京に移転すると、陳策は海軍学校再興を立案したが、南京の中央海軍部許可を得られず、私財を投じて第四艦隊搭乗員訓練班を設置、初級士官の補充を行なった。1932年、陳策が西南政務委員会に就任、再度再興を申請し許可を得て、黄埔海軍学校と改名した。
1938年に支那事変が勃発、長洲島の校舍は日本軍の爆撃により破壊され、広西柳州へ移転したが、1939年8月に閉鎖、学生は青島海校に編入となった。